# 柯佳嬿
柯 佳嬿（アリス・クー、クー・ジャーヤン、Alice Ko、1985年1月10日 - ）は、台湾台北市出身の女優である。身長165cm、血液型はO型。

## 来歴
大学卒業後は幼稚園の先生をしながら広告モデルなどをしていたが、2006年に正式に女優デビュー。2010年の映画『モンガに散る』で注目を集め、2015年のテレビドラマ『結婚なんてお断り!?』などの主演で作品をヒットに導いて、台湾を代表する人気女優となった。『結婚なんてお断り!?』では第51回金鐘奨主演女優賞を受賞している。2019年のテレビドラマ『時をかける愛』では高校生から大人まで1人2役を別人として演じ分け、高い評価を得て第55回金鐘奨主演女優賞を受賞した。
2017年12月3日、台湾のヒップホップグループEnergyのメンバー、シェ・クンダー（謝坤達）との結婚を発表した。

## 出演作品

### 映画
- 一年之初（2006）- バタフライ 役
- 流浪神狗人（2007）- 明星 役
- ミャオミャオ（渺渺、2008）- ミャオミャオ（渺渺） 役……第19回東京国際レズビアン&ゲイ映画祭で上映
- モンガに散る（艋舺、2010）- 娼婦のニン（小凝） 役
- 雞排英雄（2011）- 林亦南 役
- 熊ちゃんが愛してる（熊熊愛上你、2012）- Selina 役……第7回大阪アジアン映画祭で上映
- 世界末日（2013）- 李淑貞 役
- 鐵獅玉玲瓏（2014）- 陳慧心 役
- 共犯（共犯、2014）- スクールカウンセラー 役
- 風の中の家族（風中家族、2015）- 阿玉 役……第28回東京国際映画祭で上映
- 百日告別（百日告別、2015）- シャオウェン（曉雯） 役
- まごころを両手に（五星級魚干女、2016）- ファンルー 役
- 擺渡人（2016）- 酒吧客人 役
- 目撃者 闇の中の瞳（目擊者、2017）- シュー・アイティン 役
- 血観音（血觀音、2017）- 成年の棠真 役……第13回大阪アジアン映画祭で上映
- 市長夫人的秘密（2018）- Miu Miu 役
- 陪你很久很久（2019）- 女明星 役
- 你的情歌（2020）- 余靜 役
- ザラタン 大海の怪物（怒海狂蛛、2020）- シャオジン 役
- 一家の主（一家之主、2022）……日本ではNetflixで配信。
- 劇場版 時をかける愛（想見你、2022）- 黃雨萱（ホァン・ユーシュエン）／陳韻如（チェン・ユンルー） 役

### テレビドラマ
- 波麗士大人（2008）- 潘美和 役（友情出演）
- 敗犬女王（敗犬女王、2009）- 韓向芸 役（友情出演）
- プレイボール!（比賽開始、2009）- 林明玉／小五 役（友情出演）
- 進め!キラメキ女子（小資女孩向前衝、2011）- シェン・シンレン 役
- 我們發財了（2012）- 江宇真 役
- 飛越・龍門客棧（2013）- 邱默語／王琳 役
- 勇気を出してアイ・ラブ・ユー（勇敢說出我愛你、2014）- チェン・イージュン 役
- 星座愛情獅子女（2015）- 劉俐人 役
- 聊齋新編（2015）- 朱綺婷 役
- 結婚なんてお断り!?（必娶女人、2015）- ホァンジェン 役
- ダーダオチェンの夢（紫色大稻埕、2016）- 莊如月 役……日本ではNetflixで配信。
- アテンションLOVE（2017）- ハン・ロン（韓蓉） 役（友情出演）
- 如果愛，重來（2019）- 何詠琪 役
- 時をかける愛（想見你、2019）- 黃雨萱（ホァン・ユーシュエン）／陳韻如（チェン・ユンルー） 役
- 最後の雨が降るとき（2021）- Toem（雲） 役（友情出演）
- ママ、やめて!（2022）- ルオミン 役……日本ではNetflixで配信。
- 模仿犯（2023）……日本ではNetflixで配信。
- 結婚してる…それでも!（2025）……日本ではNetflixで配信。

### CM/イメージキャラクター
- 2023年 資生堂「紅色奇蹟露」[2]